# 2. deild karla 1975
Die 2. deild karla 1975 war die 21. Spielzeit der zweithöchsten isländischen Fußballliga. Aufgestiegen sind Meister Breiðablik Kópavogur und der zweitplatzierte Þróttur Reykjavík. Der Absteiger aus der 1. deild karla ÍBA Akureyri hatte sich in die Vereine KA Akureyri und Þór Akureyri aufgespalten, die 1975 in der 3. deild karla wieder neu begannen.

## Modus
Die acht Mannschaften spielten an insgesamt 14 Spieltagen aufgeteilt in einer Hin- und einer Rückrunde jeweils zwei Mal gegeneinander. Der Meister stieg direkt in die 1. deild karla auf, der Zweite konnte über die Relegation aufsteigen. Der Tabellenletzte spielte mit den beiden Gruppensiegern der 3. deild karla um den Klassenerhalt.

## Abschlusstabelle
| Pl. | Verein                   | Sp. | S  | U | N  | Tore    | Diff. | Punkte |
| --- | ------------------------ | --- | -- | - | -- | ------- | ----- | ------ |
| 1.  | Breiðablik Kópavogur     | 14  | 13 | 0 | 1  | 051:900 | +42   | 26:20  |
| 2.  | Þróttur Reykjavík        | 14  | 11 | 1 | 2  | 029:130 | +16   | 23:50  |
| 3.  | Ármann Reykjavík         | 14  | 6  | 5 | 3  | 022:160 | +6    | 17:11  |
| 4.  | UMF Selfoss              | 14  | 5  | 5 | 4  | 027:210 | +6    | 15:13  |
| 5.  | Völsungur Húsavík        | 14  | 4  | 3 | 7  | 017:300 | −13   | 11:17  |
| 6.  | Haukar Hafnarfjörður     | 14  | 3  | 2 | 9  | 016:280 | −12   | 08:20  |
| 7.  | Reynir Árskógsströnd (N) | 14  | 3  | 1 | 10 | 015:320 | −17   | 07:21  |
| 8.  | Víkingur Ólafsvík (N)    | 14  | 2  | 1 | 11 | 014:390 | −25   | 05:23  |

| (N) | Neuaufsteiger aus der 3. deild karla |

## Relegation
Aufstieg
Der Zweitplatzierte spielte gegen den Tabellenletzten der 1. deild karla um den Aufstieg.
|                   | Ergebnis |                  |
| ----------------- | -------- | ---------------- |
| Þróttur Reykjavík | 2:0      | ÍB Vestmannaeyja |

Þróttur stieg damit in die 1. deild karla auf.
Abstieg
Der Tabellenletzte spielte mit zwei Teilnehmern der 3. deild karla gegen den Abstieg.
| Pl. | Verein            | Sp. | S | U | N | Tore    | Diff. | Punkte |
| --- | ----------------- | --- | - | - | - | ------- | ----- | ------ |
| 1.  | KA Akureyri       | 2   | 1 | 1 | 0 | 005:400 | +1    | 03:10  |
| 2.  | ÍB Ísafjörður     | 2   | 1 | 0 | 1 | 003:200 | +1    | 02:20  |
| 3.  | Víkingur Ólafsvík | 2   | 0 | 1 | 1 | 003:500 | −2    | 01:30  |

|                   | KA | ÍBÍ | VÍK |
| KA Akureyri       |    | 2:1 | 3:3 |
| ÍB Ísafjörður     |    |     | 2:0 |
| Víkingur Ólafsvík |    |     |     |

KA Akureyri und ÍB Ísafjörður stiegen auf, Víkingur Ólafsvík musste in die 3. deild karla absteigen.